# Nhạc rừng
"Nhạc rừng" là một nhạc phẩm nổi tiếng của nhạc sĩ Hoàng Việt sáng tác năm 1953 ở Nam Bộ, trong thời kì kháng chiến chống thực dân Pháp.
Bài hát viết ở nhịp 3/4, viết ở giọng La trưởng, âm nhạc vui tươi, trong sáng, nhịp nhàng thể hiện vẻ đẹp của rừng miền Đông Nam Bộ.
Bài hát như một bức tranh sinh động, tràn đầy âm thanh của thiên nhiên. Những tiếng chim, tiếng suối, tiếng lá rừng... cùng hòa nguyện vào nhau tạo nên một bản nhạc rừng bất tận, trong đó nổi lên của các anh bộ đội trẻ tuổi, lạc quan yêu đời, say mê ca hát và cũng rất anh dũng chiến đấu chống quân thù.

## Hoàn cảnh sáng tác
Nhạc phẩm Nhạc rừng ra đời vào năm 1953 khi nhạc sĩ Hoàng Việt đang là một người lính trẻ đang chiến đấu tại chiến trường Đông Nam Bộ tại Việt Nam. 
Điều kiện sống lúc bấy giờ hết sức khó khăn, các đoàn văn công nghệ sĩ ngoài nhiệm vụ biểu diễn văn nghệ cho quần chúng và các người lính và chiến sĩ, họ còn phải tăng gia lao động sản xuất. Bài hát Nhạc rừng được nhạc sĩ Hoàng Việt sáng tác trong lúc ông đang tựa vào gốc cây bìa rừng nghỉ ngơi sau thời gian lao động.
Bài hát đã được sự đón nhận nhiệt tình của các đồng đội, đồng chí của ông do ca từ vui tươi, động viên tinh thần mọi người.
Đây là một trong số những bài hát được viết trong thời kỳ kháng chiến chống thực dân Pháp, được mọi người đón nhận và yêu mến.